# Agrodiaetus valiabadi
Agrodiaetus valiabadi är en fjärilsart som beskrevs av Rose och Klaus G. Schurian 1977. Agrodiaetus valiabadi ingår i släktet Agrodiaetus och familjen juvelvingar. Inga underarter finns listade i Catalogue of Life.